# Riesengürteltier
Das Riesengürteltier (Priodontes maximus) ist eine Säugetierart aus der Gruppe der Gürteltiere (Dasypoda). Es bildet eine eigene Gattung (Priodontes) und ist der größte lebende Vertreter seiner Familie. Die Gürteltierart kommt in einem großen Bereich Südamerikas östlich der Anden vor, ist aber eher selten und tritt so mit einer nur sehr geringen Populationsdichte auf. Das Riesengürteltier bewohnt sowohl offene Landschaften als auch Wälder, gräbt Erdbaue und ernährt sich fast ausschließlich von Insekten. Über die Fortpflanzung der Tiere ist wenig bekannt. Da ein deutlicher Rückgang des Bestandes auszumachen ist, gilt die Art als gefährdet, wobei die Jagd als größter Bedrohungsfaktor angesehen wird.

## Merkmale

### Habitus
Mit einer Kopf-Rumpf-Länge von 75 bis 100 cm, zuzüglich eines 48 bis 60 cm langen Schwanzes, einer Schulterhöhe von 46 bis 49 cm und einem Gewicht von 18 bis 45 kg (in menschlicher Obhut sogar bis zu 80 kg) ist das Riesengürteltier die größte lebende Gürteltierart. Allerdings sind Weibchen durchschnittlich kleiner als Männchen. Der Kopf ist mit einer Länge von rund 21 cm relativ klein, die Schnauze weist eine konische Form auf mit einem leicht gerundeten Ende und einer nur kleinen Maulöffnung. Die Ohren stehen weit auseinander und sind mit maximal 6 cm sehr kurz. Bedeckt wird der Kopf von einem Schild von ovaler Form, der aus einzelnen Knochenplättchen aufgebaut ist. Der Rückenpanzer besteht ebenfalls aus einzelnen, viereckig geformten Knochenplättchen, die in Reihen und Bändern angeordnet sind. Er wird etwa 80 cm lang und über die Krümmung gemessen bis zu 70 cm breit. Generell ist er etwas abgeflacht und nicht so starr wie bei anderen Gürteltieren, auch reicht er seitlich nicht so weit nach unten. Er weist, wie bei den Gürteltieren typisch, zwei festere Teile auf, je eines über dem Schulter- und Beckenbereich. Zwischen diesen befinden sich 11 bis 13 sehr bewegliche Bänder. Ebenfalls drei bewegliche Bänder aus Knochenschildchen sind am Nacken ausgebildet. Neben dem allgemein übereinstimmenden Aufbau ist jeder Panzer individuell gestaltet. Dies drückt sich durch unvollständige randlich oder mittig angeordnete Bänder oder Reihen, verschiedentlich übergroß oder verkleinert ausgeprägte sowie isolierte, nicht zu Bändern beziehungsweise Reihen gehörende Knochenplättchen und ähnliches aus, wodurch einzelne Tiere identifiziert werden können. Der mittellange Schwanz ist zusätzlich mit fünfeckigen Platten bedeckt, die aber nicht in Reihen angeordnet sind. Der Panzer des Riesengürteltiers ist graubraun bis dunkelbraun gefärbt mit einem etwas helleren Rand; auch hier bestehen individuelle Unterscheidungsmöglichkeiten anhand der Anzahl der hellen und dunklen Knochenplättchen je Reihe. Der Bauch des Tieres erscheint gleichfalls heller, ebenso der Kopf und der Schwanz. Zwischen den einzelnen Plättchen sprießen nur vereinzelt Haare. Die Gliedmaßen enden in je fünf Zehen, die alle Krallen tragen. Besonders ausgeprägt und zusätzlich sehr flach sind diese an der jeweils dritten Zehe der Vorderfüße, wo sie eine Länge von bis zu 20 cm erreichen und damit zu den längsten Krallen im Tierreich gehören. Der Hinterfuß misst in der Länge rund 19 cm. Weibliche Tiere besitzen zwei Milchdrüsen.

### Schädel- und Skelettmerkmale
Wie alle Gürteltiere weist auch das Riesengürteltier von den anderen Säugetieren abweichende Zähne auf. Diese sind ohne Zahnschmelz und einwurzelig aufgebaut sowie zudem hochkronig (hypselodont) und kaum differenziert (homodont). Da die Zähne häufig dazu tendieren, nach der Abnutzung auszufallen, ist die Anzahl dieser im Laufe des Lebens eines Tieres sehr variabel. Im Durchschnitt befinden sich 20 bis 25 Zähne in jedem Kieferbogen, insgesamt also 80 bis 100, was die größte Zahl bei allen landbewohnenden Säugetieren darstellt. Charakteristisch ist auch der Bau der vorderen Gliedmaßen. Die Ulna erreicht bis zu 13,2 cm Länge, wovon das obere Gelenk, das Olecranon, bis zu 6,4 cm einnimmt. Solche großen Gelenke an den vorderen Beinen sind in der Regel typisch für Tiere mit grabender Lebensweise.

### Sinnesleistungen und Lautäußerungen
Vor allem der Geruchssinn ist beim Riesengürteltier gut ausgeprägt und wird bei der Nahrungssuche eingesetzt, der Sehsinn ist dagegen unterentwickelt. Über Lautäußerungen ist nichts bekannt.

## Verbreitung

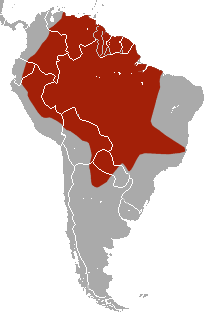
Verbreitungsgebiet (rotbraun) des Riesengürteltiers

Das Riesengürteltier lebt in großen Teilen Südamerikas östlich der Anden und kommt vom nördlichen Venezuela über das Amazonasbecken bis Paraguay und das nördliche Argentinien vor. Es tritt aber nicht im östlichen Brasilien und auch nicht in Uruguay auf, wobei es im letztgenannten Land möglicherweise ausgestorben ist. Aus historischer Zeit sind Berichte über die Gürteltierart auch aus südlicheren Bereichen Argentiniens bekannt. Sie ist generell bis in eine Höhe von rund 500 m über dem Meeresspiegel anzutreffen, im nordöstlichen Peru konnten einzelne Tiere sogar bis in Lagen um 1180 m beobachtet werden. Das gesamte Verbreitungsgebiet wird mit einer Größe von 9,75 Millionen Quadratkilometern angegeben, die Ausdehnung der tatsächlich bewohnten Gebiete ist aber unbekannt. Allgemein ist die Populationsdichte sehr gering. Für den Emas-Nationalpark im zentralen Brasilien wird sie mit ein bis fünf Individuen auf 100 km² angenommen, im östlichen Teil des Llanos in Kolumbien konnte sie mit Hilfe von Kamerafallen auf 5,8 Individuen auf einer vergleichbar großen Fläche bestimmt werden. Mit 7,7 Tieren auf 100 km² ist sie im Pantanal etwa höher, die Erhebung basiert ebenfalls auf Kamerafallen. Dabei bewohnt das Riesengürteltier eine Reihe von unterschiedlichen Habitaten, darunter tropische Regenwälder, aber auch offenes Busch- und Grasland, wobei es häufig Wassernähe sucht. In seinem südlichen Verbreitungsgebiet ist es auch in trockeneren Gebieten des Gran Chaco nachgewiesen, vor allem in mit Lapacho- und Palo-Santo-Bäumen bestandenen Wäldern. Ebenso ist es in den Cerrado-Savannen aber auch im feuchteren Pantanal und in den Atlantischen Küstenwäldern (Mata Atlântica) beobachtet worden.

## Lebensweise

### Territorialverhalten
Das Riesengürteltier ist nachtaktiv, seine Aktivitäten erreichen zwischen 22:00 und 00:00 Uhr ihren Höhepunkt. Mutter- mit Jungtieren sind aber möglicherweise schon zur Abenddämmerungszeit unterwegs. Zudem tritt er als Einzelgänger auf, der sich nur zur Paarung mit Artgenossen trifft. Er nutzt Aktionsräume, die in ihrer Größe variieren und bis zu 15 km² erreichen können. Im Nationalpark Serra da Canastra im brasilianischen Bundesstaat Minas Gerais sind sie durchschnittlich 4,5 km² groß, im Nationalpark Emas im zentralen Brasilien bis zu 10,1 km² Wiederum im Pantanal wurden Flächenausdehnungen zwischen 1,8 und 3,1 km² bei einem Durchschnitt von 2,5 km² festgestellt. Hier übertreffen die Aktionsräume männlicher Tiere die der weiblichen um teils mehr als das Doppelte an Größe. Die Ränder können sich mit den Aktionsräumen anderer Individuen überschneiden. Tagsüber zieht sich das Riesengürteltier in seinen Bau zurück, den es mit seinen großen Krallen der Vorderfüße selbst angelegt hat. Die kräftigen Krallen können auch harte Böden und harte Termitenhügel, in denen der Unterschlupf manchmal auch angelegt wird, aufreißen. Die Baue befinden sich nach Untersuchungen im Nationalpark Serra da Canastra häufig in offenen Landschaften, selten in Wäldern und haben Eingänge mit einer Weite von rund 45 cm und einer Höhe von etwa 32 cm, von denen aus die Gänge in einem Winkel von gut 34° in den Untergrund führen. Zudem liegen sie in Richtung der windabgewandten Seite, bei Untersuchungen im Gran Chaco wurde weiterhin eine häufige Ausrichtung nach West festgestellt, möglicherweise um das Maximum an Sonnenwärme einzufangen, da in dieser Region auch recht kalte Tage auftreten können. Im Llanos-Gebiet von Kolumbien sind die Eingänge durchschnittlich 42 cm weit sowie 35 cm hoch und liegen häufig in Wassernähe an Hängen mit einer Neigung von 25°. Hier stand keiner der Baue im Bezug zu Ameisen- oder Termitenhügeln. Die Baue werden mehrmals hintereinander aufgesucht, in manchen Fällen bis zu 17-mal, ein Tier wurde beobachtet, das seinen Bau über drei Tage nicht verließ. Ein einzelnes Tier unterhält dabei mehrere Baue in seinem Aktionsgebiet, sodass bei Studien im Emas-Nationalpark je drei auf einer Fläche von 2 ha registriert werden konnten. Die intensiven Grabungstätigkeiten des Riesengürteltiers haben auch Einfluss auf seine unmittelbare Umgebung, da auf diese Weise neue, für andere Tierarten nutzbare Habitate entstehen. So wurden bei Untersuchungen im Pantanal rund zwei Dutzend andere Tierarten registriert, die die Baue oder den Aushub auf unterschiedliche Weise nutzten, im Llanosgebiet sind bis zu 26 identifiziert worden. die Spanne reicht von anderen Vertretern der Nebengelenktiere über Paarhufer, Raubtiere, Fledertiere und Nagetiere bis hin zu Vögeln und Reptilien. Auf seinen nächtlichen Nahrungsstreifzügen legt das Riesengürteltier bis zu 7,5 km zurück, im Durchschnitt sind es bei Tieren im Nationalpark Serra da Canastra rund 2,77, bei solchen im Pantanal 1,65 km. Bei der Fortbewegung tritt ein Tier mit den Sohlen der Hinterfüße auf und stützt sich mit den Spitzen der Vorderfüße ab, indem es die langen Krallen seitlich abwinkelt. Das Riesengürteltier vermag sich zudem auf die Hinterbeine aufzustellen, wobei der Schwanz als Stütze dient, um in der Luft eine Duftspur zu erschnüffeln, sei es um Nahrung aufzuspüren oder eine Bedrohungslage zu ermitteln. Weiterhin ist es ein ausgesprochen guter Schwimmer.

### Ernährung
Das Riesengürteltier ist ein hochspezialisierter Insektenfresser. Seine Nahrung besteht größtenteils aus Termiten und Ameisen sowie deren Larven. Untersuchungen von Mageninhalten aus der Cerrado-Region ergaben mengenmäßig zu mehr als 56 % Ameisen und zu über 42 % Termiten, hauptsächlich der Gattungen Cornitermes und Velocitermes, der erstgenannte Termitenvertreter erreichte dabei 60 % der gesamten aufgenommenen Biomasse. Die Nester von Cornitermes sind häufig extrem fest, allerdings neigen Termiten mit solchen Nestern dazu, weniger starke chemische Abwehrstoffe zu entwickeln. Mit nur 0,2 % absolut untergeordnet wurden Käfer vertilgt. In der Chaco-Region gehören auch Nester und Honig bodenbewohnender Bienen zum Nahrungsspektrum, im Amazonasbecken plündern die Tiere unter Umständen die Baue von Stachellosen Bienen, etwa der Gattung Trigona. Nur gelegentlich frisst das Riesengürteltier auch andere Wirbellose, wie etwa Spinnen und Würmer und äußerst selten auch Wirbeltiere, etwa kleinere Schlangen. Die Nahrungsaufnahme, vor allem der Insekten, erfolgt mit Hilfe der bis zu 16 cm langen, wurmförmigen Zunge, die mit klebrigem Speichel bedeckt ist. Einen aufgebrochenen Termitenhügel trägt das Riesengürteltier in der Regel vollständig ab, was bei einem einzelnen Fressvorgang meist zur Zerstörung der gesamten Kolonie führt, in einigen Fällen errichtet es auch seinen Bau darin. Neben der allgemein tierischern Nahrung wurde anhand von Magenresten beobachtet, dass die Gürteltierart auch Samen von Feigen und Früchte von Annona- und Jacaratia-Bäumen zu sich nimmt. Der Verzehr von pflanzlichen Resten scheint aber saisonabhängig zu sein.

### Fortpflanzung
Über die Fortpflanzung des Riesengürteltiers ist kaum etwas bekannt. Beobachtungen oder Sichtungen von Mutter-Jungtiergruppen in freier Wildbahn sind äußerst selten. Viele Annahmen wie der Eintritt der Geschlechtsreife (mit 10 bis 12 Monaten), die Dauer der Tragzeit (rund vier Monate) oder das Einsetzen der Entwöhnung (nach sechs Monaten) sind rein spekulativ. Von Februar bis August 2014 konnten erstmals mehrere Muttertiere mit ihrem jeweils einzigen Jungtier mittels Kamerafallen im zentralen Kolumbien beobachtet werden. Das Alter der Jungtiere lässt eine Geburt im Verlauf der Regenzeit annehmen, die von März bis November andauert. Das Geburtsgewicht wird auf 1,9 bis 3,5 kg geschätzt, das Junge hat einen ledrigen Panzer, der heller ist als bei ausgewachsenen Tieren. Einen Teil der Entwicklungsphase verbringt das Jungtier in einem unterirdischen Bau, dessen Eingang mit Erde oder Vegetation verdeckt ist, was möglicherweise das Eindringen von Raubtieren verhindert. Bemerkenswert ist das mehrfach beobachtete Ankrallen des Jungtiers mit den Vorderfüßen auf dem Rücken des Muttertiers, was zuvor von anderen Gürteltieren nicht bekannt war. Eventuell dient es der Entwicklung der motorischen Fähigkeiten, könnte aber auch auf ein eher ursprüngliches Verhalten hinweisen, da die verwandten Ameisenbären ihren Nachwuchs auf dem Rücken tragen, was bei den Gürteltieren aus anatomischen Gründen nicht möglich ist. Im Pantanal gebar ein Weibchen innerhalb von sechs Jahren drei Jungen. Das erste starb infolge eines Infantizid nach vier Wochen. Das zweite Junge wurde acht Monate nach der ersten Geburt zur Welt gebracht und überlebte zwei Jahre. Gut drei Jahre nach der zweiten Geburt folgte ein drittes Jungtier. Genauere Daten zur Individualentwicklung liegen für das zweite Junge vor. Die ersten Tage nach der Geburt verbringt das Muttertier bis zu 21 Stunden im Bau mit ihrem Nachwuchs. Danach verkürzt sich die Verweildauer und Trennungsintervalle von bis zu 80 Stunden treten auf. Das Jungtier öffnet nach rund 53 Tagen erstmals die Augen. Beim gemeinsamen Verlassen des Baues verschließt die Mutter den Eingang mit Sand, wodurch Unterschlupfe, in den sich Jungtieren befinden, häufig einen flächig verteilten Sandhaufen in der Nähe aufweisen. Eigene Ausflüge unternimmt das Jungtier ab dem vierten Lebensmonat, es bleibt aber anfangs nur maximal 20 Minuten außerhalb. Die Zeit kann im siebenten Monat auf bis zu drei Stunden anwachsen. In den ersten sechs Monaten wechseln die Mutter und ihr Nachwuchs rund ein Dutzend Mal den Bau. Die jeweilige Aufenthaltsdauer in einem Bau beträgt fünf bis 20 Tage, der neue Unterschlupf liegt bis zu 300 m vom alten entfernt. Teilweise läuft die Mutter beim Nestwechsel rückwärts und hält Körperkontakt mit dem Jungen. Das Junge ist die ersten sechs bis acht Monate vollständig abhängig von der Milch der Mutter. Die Entwöhnung findet nach rund einem Jahr statt. Der Nachwuchs nutzt aber teilweise noch bis zum 18. Lebensmonat den Bau der Mutter. Erst dann fängt es an, eigene Baue zu graben. Genetische Daten aus dem Pantanal in Brasilien zeigen, dass es gelegentlich zum Infantizid von Jungtieren durch ausgewachsene männliche Individuen kommt. Die Lebenserwartung des Riesengürteltiers in freier Wildbahn ist unbekannt. Im Gran Chaco und im Pantanal wurden mittels Kamerafallen jeweils ein Individuum über einen Zeitraum von 10 beziehungsweise 15 Jahren beobachtet, so dass die maximale Lebensspanne bis zu 18 Jahren betragen könnte. Bei Tieren in menschlicher Obhut liegt sie bei 12 bis 16 Jahren.

### Beutegreifer und Feindverhalten
Aufgrund der Größe hat das Riesengürteltier kaum Fressfeinde, nur sehr selten erbeuten Jaguare oder Pumas ein Tier. Sofern Gefahr aufzieht, schnüffelt es in der Luft und flieht in einen Bau oder gräbt sich ein. Häufig werden die Krallen in den Boden gerammt, so dass es kaum bewegt werden kann.

### Parasiten
Äußere Parasiten stellen vor allem Zecken dar, bedeutend sind hier verschiedene Arten von Amblyomma. Als Endoparasit ist lediglich die zu den Fadenwürmern gehörende Gattung Aspidodera bekannt. Weiterhin ist die Gürteltierart auch Träger des Erregers Toxoplasma gondii, der die Toxoplasmose verursacht.

## Systematik
Das Riesengürteltier ist die einzige Art aus der Gattung Priodontes, die somit monotypisch erscheint. Art und Gattung gehören zur Gruppe der Gürteltiere (Dasypoda) und zur Ordnung der Gepanzerten Nebengelenktiere (Cingulata). Zusammen mit seinen nächsten Verwandten, den Kugelgürteltieren (Tolypeutes) und den Nacktschwanzgürteltieren (Cabassous), formt das Riesengürteltier die Unterfamilie der Tolypeutinae innerhalb der Familie der Chlamyphoridae. Die nächstverwandte Gruppe stellen die Chlamyphorinae dar, die den Gürtelmull (Chlamyphorus truncatus) und den Burmeister-Gürtelmull (Calyptophractus retusus) einschließen, weiter außerhalb stehen die Euphractinae mit unter anderem dem Sechsbinden-Gürteltier (Euphractus sexcinctus). Laut molekulargenetischen Untersuchungen spalteten sich die Chlamyphorinae und Tolypeutinae im Oligozän vor 33 Millionen Jahren auf. Bereits im Unteren Miozän vor rund 22 Millionen Jahren diversifizierten sich die Tolypeutinae, wobei sich möglicherweise erst Priodontes abspaltete und kurze Zeit später aus dessen Schwesterlinie Cabassous und Tolypeutes hervorgingen. Aus anatomischer Sichtweise werden Cabassous und Priodontes als wesentlich enger verwandt angesehen, beide bilden die Tribus der Priodontini. Das Riesengürteltier und die Nacktschwanzgürteltiere sind sich äußerlich sehr ähnlich, ersteres unterscheidet sich aber weitgehend durch seine massive Größe und den gepanzerten Schwanz von den letzteren. Tolypeutes wiederum wird aufgrund seines charakteristischen Panzers zur Tribus Tolypeutini gestellt. Die Unterfamilie enthält auch einige ausgestorbene Gattungen, so unter anderem das aus dem Oligozän stammende Kuntinaru. Fossile Nachweise des Riesengürteltiers sind nicht bekannt.
Unterarten des Riesengürteltiers sind nicht bekannt, die Art ist somit wie die Gattung monotypisch. Erste Berichte über die große Gürteltierart sind in Europa durch die französischen Naturforscher Georges-Louis Leclerc de Buffon und Louis Jean-Marie Daubenton im 18. Jahrhundert veröffentlicht worden, zu jener Zeit wurde sie aber häufig mit den Nacktschwanzgürteltieren vereinigt. Die Erstbeschreibung erfolgte im Jahr 1792 durch Robert Kerr unter dem Namen Dasypus maximus, er berief sich dabei auf Buffon und gab wie dieser als Typuslokalität Cayenne in Französisch-Guayana an. Erst 1825 verwies Frédéric Cuvier das Riesengürteltier zur eigenen Gattung Priodontes. Von Frédérics Bruder Georges Cuvier stammt die vor allem im 19. Jahrhundert häufig genutzte Synonymbezeichnung Dasypus gigas, welche er im Jahr 1817 einführte. Eine sehr genaue Beschreibung erfolgte 1801 von Félix de Azara im Bericht Le Grand Tatou aus seiner Schriftensammlung Essais sur l’Histoire Naturelle des Quadrupèdes de la Province du Paraguay.

## Bedrohung und Schutz

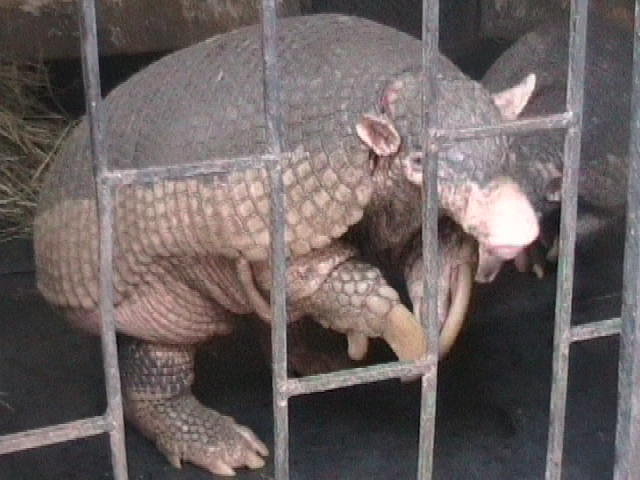
Riesengürteltier (im Bioparque Los Ocarros in Villavicencio, Kolumbien)

Die größte Gefahr für das seltene Riesengürteltier geht heute von der Jagd aus, da das Fleisch als bekömmlich angesehen wird. Eine von 1993 bis 1994 durchgeführte Untersuchung unter der damals rund 800 Personen umfassenden „Waimiri Atroari“-Volksgruppe des zentralen Amazonastieflandes ergab, dass sie in diesem, ein Jahr umfassenden Zeitraum insgesamt 6 Riesengürteltiere erlegt hatten. Das Gesamtgewicht umfasste etwa 180 kg, was einen Anteil von rund 0,4 % der gesamten, über das Jahr erlegten Biomasse ausmachte. Die Seltenheit des Riesengürteltiers animiert zudem zur Trophäenjagd und ist dadurch ebenfalls bedrohlich für den Bestand. Zudem wird das Fett als Heilmittel gegen Asthma und Bronchitis eingesetzt. Ein weiterer Jagdgrund ist das gelegentliche Verwüsten von Feldern auf der Suche nach Nahrung; auch ein Handel mit lebenden Tieren auf dem Schwarzmarkt ist zu verzeichnen. Besonders bedrohlich ist die Zerstörung des Lebensraumes durch Umwandlung in Acker- und Weideland. Seit etwa 1980 gab es einen Rückgang des Bestandes um 20 bis 30 %, einige Forscher nehmen bis zu 50 % an. Aus weiten Bereichen ihres östlichen Verbreitungsgebietes ist die Gürteltierart verschwunden. Die IUCN listet das Riesengürteltier aufgrund der Seltenheit als „bedroht“ (vulnerable), lokal bestehen auch stärkere Bedrohungen, die zukünftig seitens der IUCN nach Aussagen von Experten auch für die Beurteilung des Gesamtbestandes berücksichtigt werden müssen. Das Riesengürteltier ist in mehreren geschützten Gebieten vertreten, die zudem zur genaueren Beobachtung und wissenschaftlichen Auswertung mit Kamerafallen ausgestattet sind, so unter anderem im 1320 km² großen Emas-Nationalpark in Brasilien.